# The Valentines (česká hudební skupina)
The Valentines je česká indie popová kapela z Hradce Králové. Sestava Honza Doležal, Ondřej Čepek, Matěj Novotný spolu hraje od roku 2017. Časem se od tvrdších kytarových riffů přesunula k mixu současného indie popu, indie rocku a 80s zvuku.

## Historie
Debutovali v roce 2017 a do roku 2018 stačili vydat singly Just Us, Lazy Boy, L.P.L.S. a now, i’m sad. Ve stejném roce vyšlo také EP o šesti skladbách s názvem Demos ’17, které shrnuje první, garážovou, fázi kapely. Zlomovým se stal rok 2019.
Se zmíněným singlem now, i’m sad, sotva dvouminutovou porozchodovou skladbou, totiž vyhráli Startér, hitparádu neobjevených Radia Wave. Na první příčku píseň vynesly více než čtyři tisíce hlasů od posluchačů. Odměnou jim byla možnost nahrát singl a natočit videoklip Did My Back Hurt Your Knife?
Následovalo debutové EP 4 Old Songs (We Didn’t Even Want to Share With You) a také návrat jednoho z prvních singlů do éteru. Píseň Just Us totiž zazněla ve filmu Tiché doteky režiséra Michala Hogenauera, který byl nominován na cenu Českého lva. V roce 2021 se The Valentines probojovali do národního kola Eurovison Song Contest, kam se přihlásili se singlem Stay or Go. O produkci se stejně jako u všech singlů vydaných po roce 2020 postaral frontman Honza Doležal a Filip vlček (John Wolfhooker), který ji i mixoval. O mastering pak Ted Jensen, který v minulosti masteroval alba který v minulosti masteroval alba například Madonně, Talking Heads, The Rolling Stones nebo Bring Me the Horizon.
Na jaře 2022 kapela předskakovala německé formaci Leoniden, v létě pak zahrála na Rock for People a to hned na druhé největší z festivalových stage a pomyslně tak „předskakovala“ jménům jako Biffy Clyro nebo Sum 41. Ukázali se i na menších lokálních festivalech nebo na mezinárodním showcase festivalu Music Navigator. V roce 2023 poté headlinovali festival United Islands of Prague a zahráli také na Mezinárodním filmovém festivalu v Karlových Varech na Mattoni stagi.
V tvorbě The Valentines najdeme ozvěny The Cure, Davida Bowieho, The 1975 i Tears For Fears. V současné době kapela pracuje na debutovém albu.

## Diskografie

### Singly
- Just Us (2018)
- Lazy Boy (2018)
- L.P.L.S. (2018)
- now i’m sad (2018)
- Life Is a Joke (2019)
- Did My Back Hurt My Knife? (2019)
- Tell Me You’re Gay (2020)
- Boys Do Cry Too (2021)
- Stay or Go (2021)
- This Thing Called Love (2023)

### EP
- Demos ’17 (2018)
- 4 Songs (We Didn’t Even Want to Share With You) (2019)

## Členové
- Jan Doležal – zpěv, baskytara
- Ondřej Čepek – kytara, syntezátory
- Matěj Novotný – bicí